# Concours international du Festival musical d'automne de jeunes interprètes
Le Concours international du Festival musical d'automne de jeunes interprètes (FMAJI) est un concours de musique classique fondé en 1985 et se déroulant dans le Val-d'Oise. En plus de la série de concerts tout au long du mois de février, la compétition est ouverte artistes âgés de moins de 25 ans. 

## Historique
Le Festival musical d'automne de jeunes interprètes (FMAJI) est une association loi de 1901, créée en 1985 par Daniel Faidherbe, Chevalier des Arts et des Lettres, altiste de l'Orchestre de la Garde républicaine, directeur artistique.
À l'époque, Jean-Pierre Delalande, député et maire de Deuil-la-Barre, François Scellier député et maire de Saint-Gratien, Albert Margarian, maire de Montmorency, Pierre Salvi, sénateur et président du Conseil général du Val-d'Oise et Jacques Charpentier, organiste compositeur, ont participé à son développement . Le Festival, alors, comptait trois concerts. Aujourd'hui, avec six concerts, s'ajoutent également trois récitals qui permettent d'inviter d'anciens lauréats au talent reconnu.

## Objectif
Ouvert à tous les instruments de l'orchestre (deux pour l'année 2020) . Le Concours a pour objectif la promotion de jeunes musiciens de moins de 25 ans. À l'issue des épreuves, trois lauréats sont désignés par un jury composé de compositeurs, de solistes renommés, de professeurs du Conservatoire national supérieur de musique et de danse de Paris, de chefs d'orchestre et du directeur musical de l'association. Chacun reçoit un prix de 3 000 euros offert par le Fmaji, auquel s'ajoute pour le premier prix, 3 000 euros du Conseil général du Val-d'Oise (prix Pierre Salvi). Un prix de 1 000 euros est également décerné pour la meilleure interprétation d'une œuvre contemporaine par la Ville d'Enghien-les-Bains (prix Jean Paul Neu). 
Accompagnés par des orchestres symphoniques ou de chambre  (Orchestre Pasdeloup, Les Siècles, Les Bagatelles, Cité internationale universitaire de Paris, Jean-Walter Audoli, la Symphonie de Poche, Ellipses, etc.), les trois lauréats jouent en soliste lors de six concerts organisés à l'automne, de fin septembre à mi-décembre - par roulement - dans 9 villes du Val de Montmorency (Andilly, Deuil la Barre, Enghien-les-Bains, Groslay, Margency, Montmagny, Montmorency, Saint-Gratien, et Soisy-sous-Montmorency).

## Organisation
L'association est composée de bénévoles et de deux permanents. Son siège est situé au 22, rue Charles de Gaulle à Deuil-la-Barre dans le Val-d'Oise.
Président : François Detton . Nouveau Directeur artistique : Romain Dumas - chef assistant de l'Opéra National de Bordeaux, à la suite du départ à la retraite, de Daniel Faidherbe, Fondateur du Festival. Le conseil d'administration est constitué des membres du bureau, des membres d'honneur et des maires des neuf communes partenaires du Festival, membres de droit.
Le concours se déroule sur 2 jours à l'école de musique Maurice Cornet sise au château de la Chevrette à Deuil la Barre.

## Jury
Le jury est choisi par le directeur artistique du Festival et se compose de neuf membres : un compositeur, six concertistes (deux pour chaque discipline), le directeur artistique, et un membre du conseil d'administration. Leur identité n'est révélée que lors des épreuves éliminatoires.
Président du concours 2019 : Xavier Delette - Directeur du Conservatoire à rayonnement régional de Paris..

## Œuvres au programme
Le programme du concours est constitué d'une épreuve éliminatoire et d'une épreuve finale offrant la possibilité de présenter soit des œuvres définies par le FMAJI soit des œuvres imposées au concours d’entrée au Conservatoire national supérieur de musique et de danse de Paris.

## Lauréats
- 1985 : Thierry Brodard (violon), Pierre Lénert (alto), Sabine Chefson (harpe)[7]
- 1986 : Valérie Amsellem (flûte), Henri Demarquette (violoncelle),
- 1987 : Frédéric Pelassy (violon), Catherine Arnoux (violon), Anne Ricquebourg (harpe)
- 1988 : Valérie Millot (soprano), Hélène Devilleneuve (hautbois), François-Frédéric Guy (piano).
- 1989 : Francis Touchard (clarinette), Catherine Robin (contrebasse)
- 1992 : Hervé Joulain (cor), Cécile Brey (violon), Pierre Girault (trompette)
- 1993 : Emmanuel Rossfelder (guitare), Christian Wirth (saxophone), Laurent Wagschal (piano)
- 1994 : Ludovic Tissus (basson), Olivier Tardy (flûte), Ophélie Gaillard (violoncelle)
- 1995 : Renaud Sthal (alto), Florence Dumont (harpe), Marianne Legendre (hautbois)
- 1996 : David Locqueneux (trombone), Fabrice Brohet (trombone), Jean-Edmond Bacquet (contrebasse)
- 1997 : Aude Richard (clarinette), Amanda Favier (violon), Simon Bernardini (violon)
- 1998 : Sandrine Poncet (flûte), Romain Leleu (trompette), Christine Lindermeir (piano)
- 1999 : Arnaud Boukhitine) (tuba), Stéphane Peter (cor), Ingrid Schoenlaub (violoncelle)
- 2000 : Julien Hardy (basson), Lise Berthaud (alto), Cyril Bouffiès (alto)
- 2002 : Deborah Nemtanu (violon), Cécilia Baillia (percussions), Ibrahim Maalouf (trompette)
- 2003 : Olivier Rousset (hautbois), Charlotte Marck  (clavecin), Ludovic Sicard (contrebasse)
- 2004 : Antoine Pierlot (violoncelle), Adam Mital (violoncelle), David Lootvoet (harpe), Marion Ralincourt (flûte)
- 2005 : Maïko Shioyasu (saxophone), Anna Kasyan (soprano), Amaya Dominguez (mezzo-soprano)
- 2006 : Nicolas Moutier (trombone), Jocelyn Willem (cor), David Pont-Ripoll (trombone)
- 2007 : Christelle Pochet (clarinette), Sandrine Vasseur (clarinette), Étienne Buet (basson), Audrey-Anne Hetz (basson)
- 2008 : Kristi Gjezi (violon), Adrien Boisseau (alto), Johanna Olé (violoncelle), Haruka Matsuoka (violon)
- 2009 : Marc Lachat (hautbois), Florian Puddu (piano), Friederike Huy (trompette)
- 2010 : Vassilena Serafimova (percussions), Théotime Voisin (contrebasse), Jae-A Yoo (flûte), Jean-Baptite Bonnard (percussions)
- 2011 : Anaïs Gaudemard (harpe), Mathilde Salvi (saxophone), Alexandre Collard (cor)
- 2012 : Floriane Tardy (clarinette), Thomas Lefort (violon) Nicolas Desvois (trombone)
- 2013 : Martin Lefèvre (hautbois), Rémi Carlon (violoncelle), Jean-Sébastien Ponchel (guitare), Michaël Bialobroda (violoncelle)
- 2014 : Joséphine Olech (flûtiste), Louise Lapierre (bassoniste), Mathieu Brunet (bassoniste).
- 2015 : Adélaïde Ferrière (percussions), Pierre Badol (cor), Nicolas Ramez (cor)
- 2016 : Selim Mazari (piano), Gauthier Broutin (violoncelle), Hildegarde Fresneau (violon).
- 2017 : Lorraine Campet (contrebasse), Joë Christophe (clarinette), Paul Zientara (alto).
- 2018 : Simon Philippeau (trombone), Madeleine Fougeras (harpe), Eudes Bernstein (saxophone)
- 2019 : Marceau Lefevre (basson), Gilles Stoesel (flûte) et Alexis Grizard (orgue) - ex-aequo -

Quelques lauréats
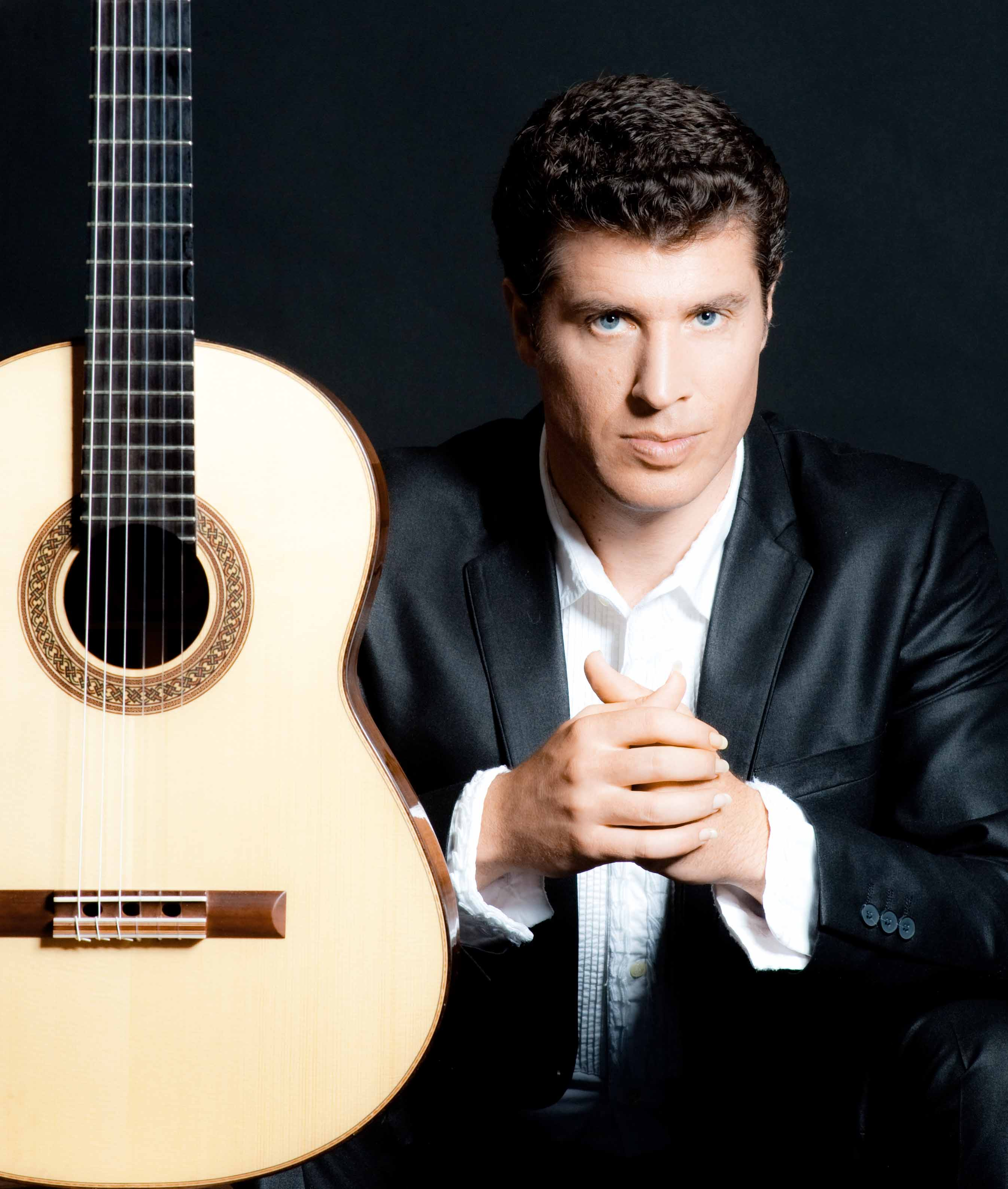
Emmanuel Rossfelder, guitariste, lauréat 1993
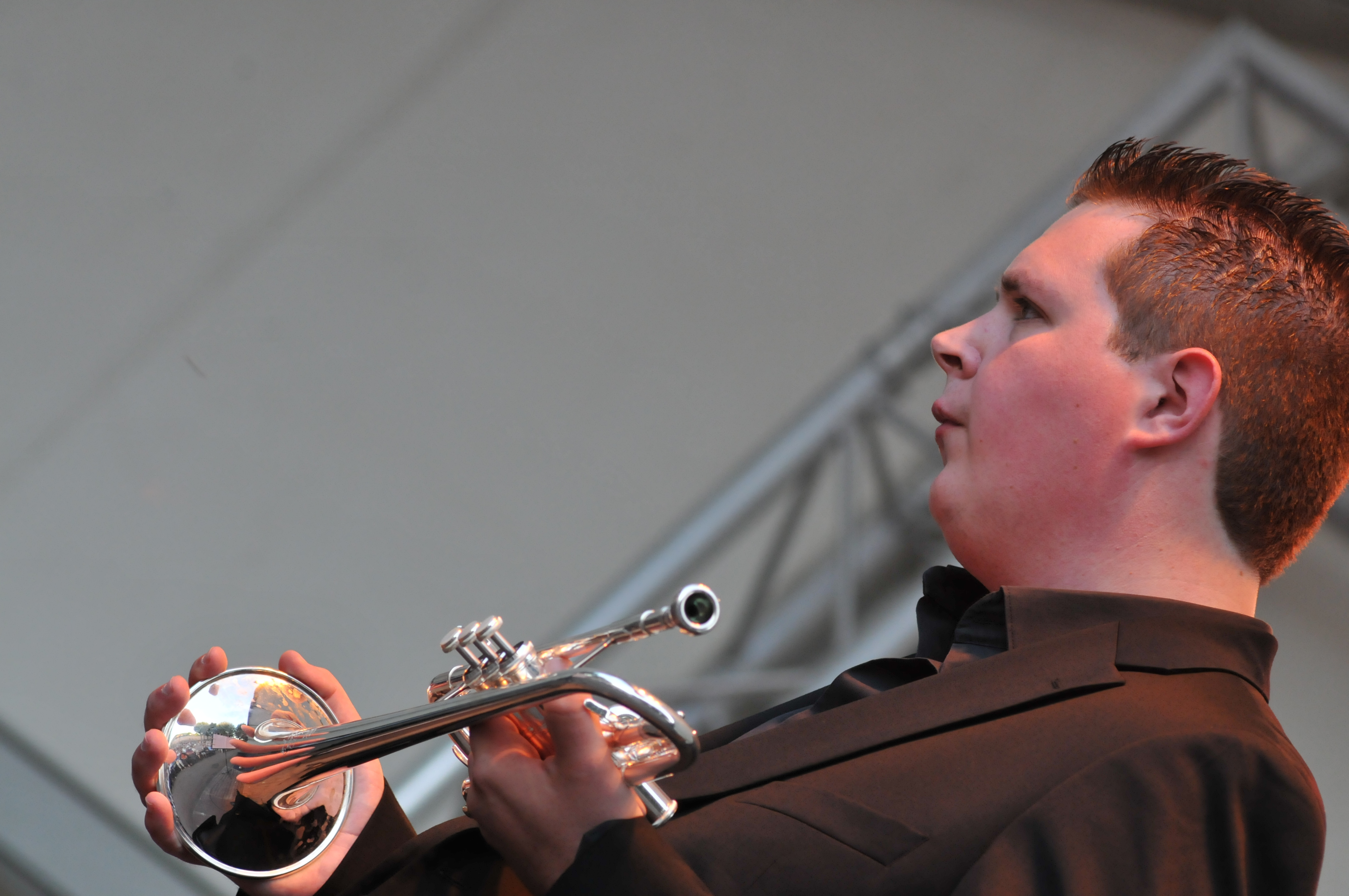
Romain Leleu, trompettiste, lauréat 1998
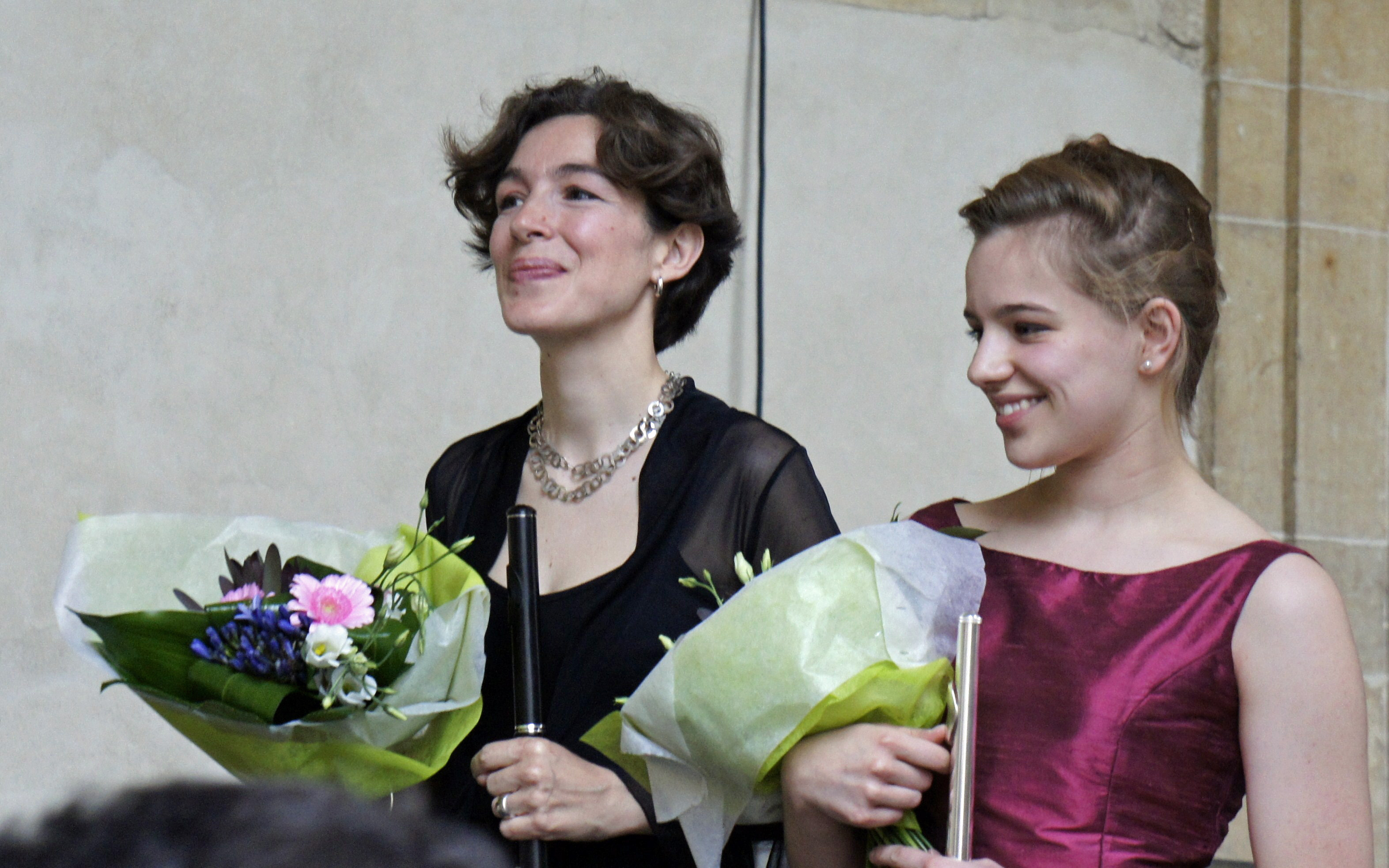
Joséphine Olech (à dr.), flûtiste, lauréate 2014
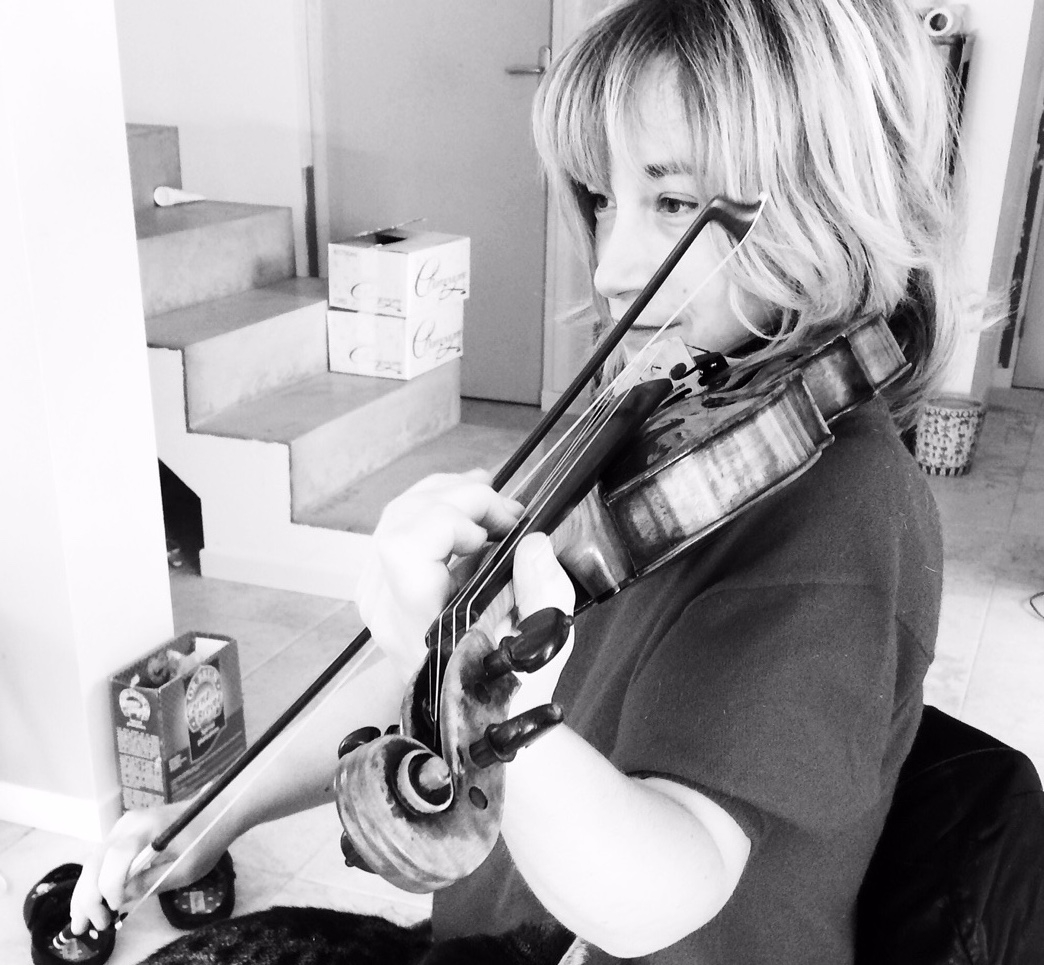
Amanda Favier, violoniste, lauréate 1997
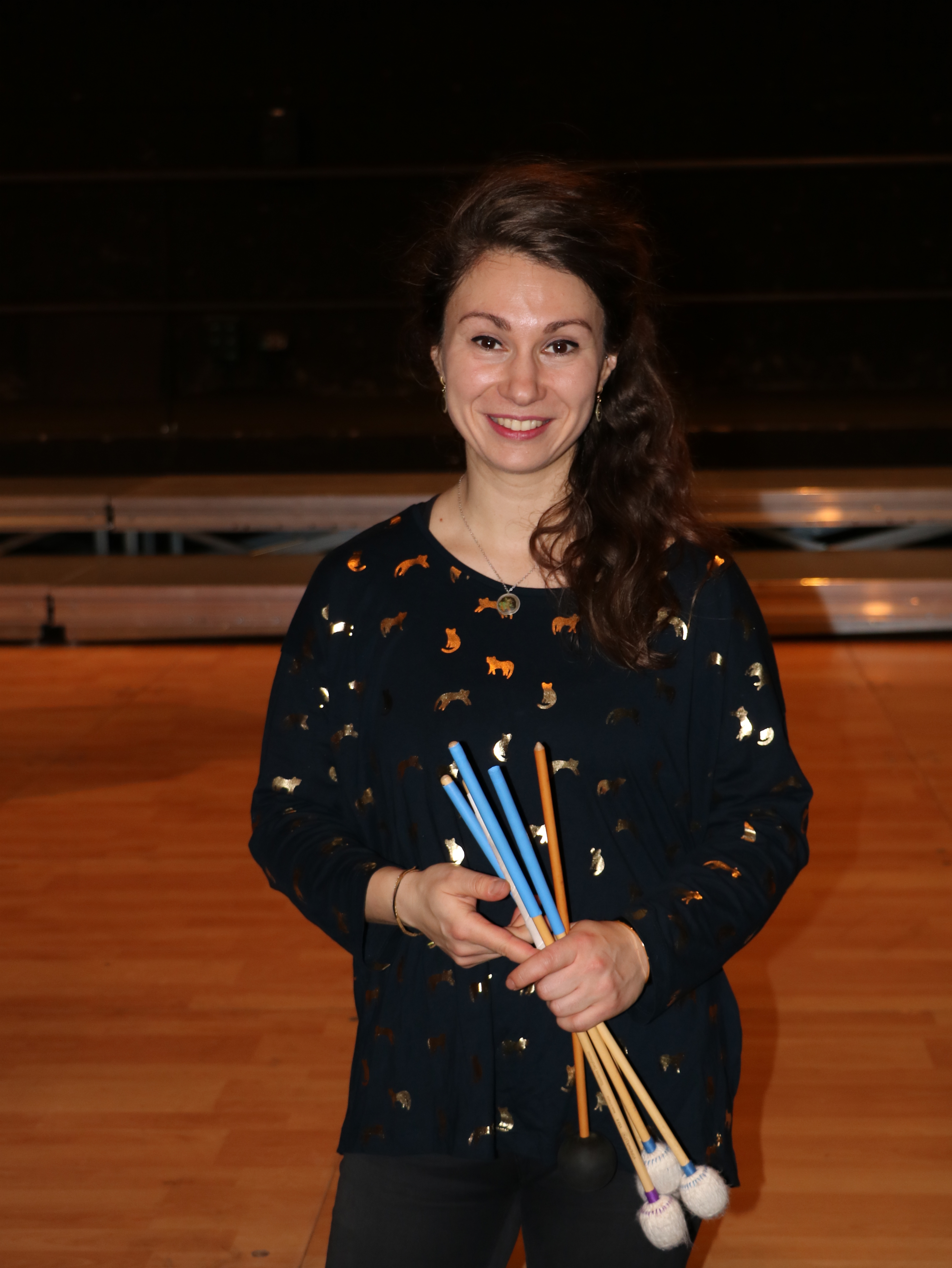
Vassilena Serafimova, percussionniste, lauréate 2010
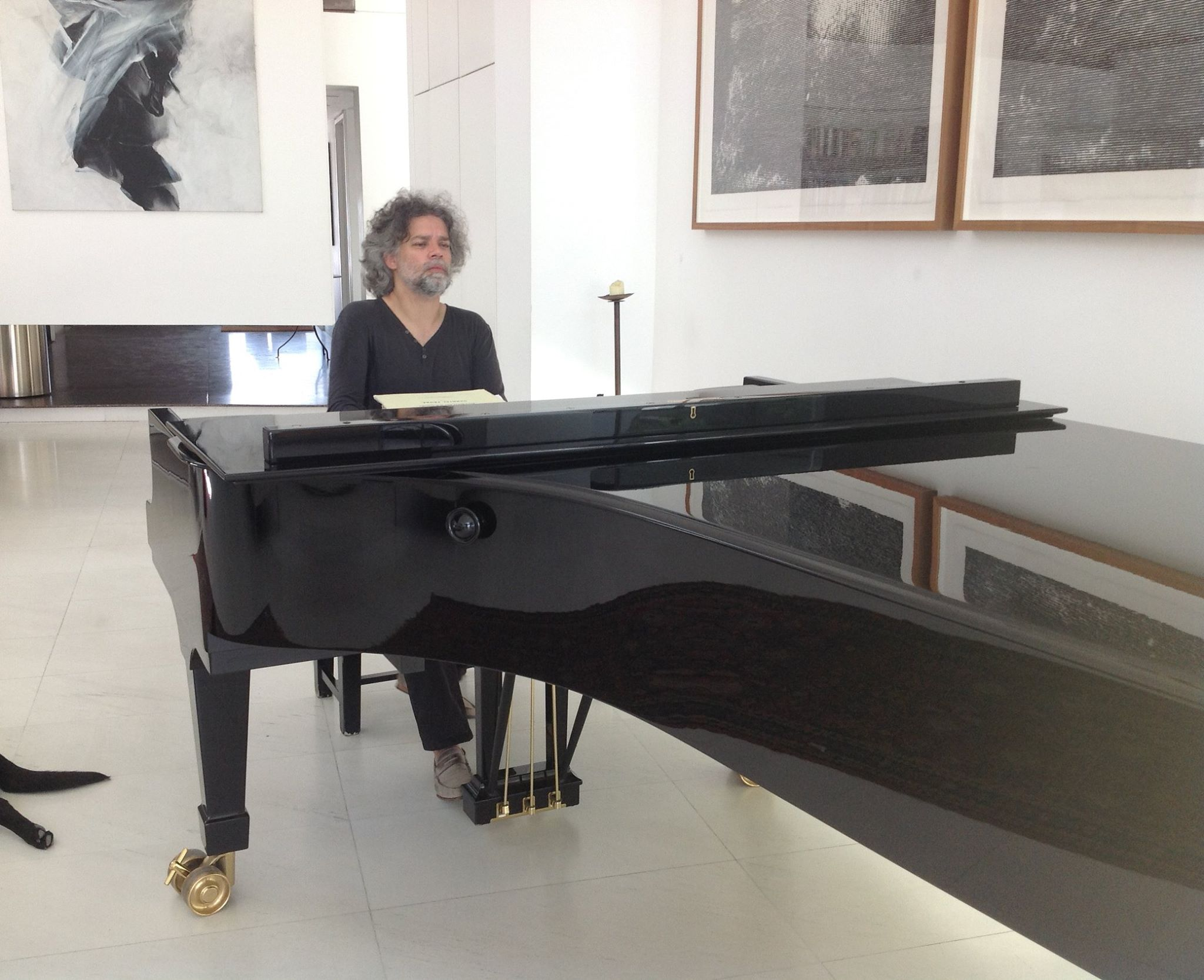
François Frédéric Guy, pianiste, lauréat 1988
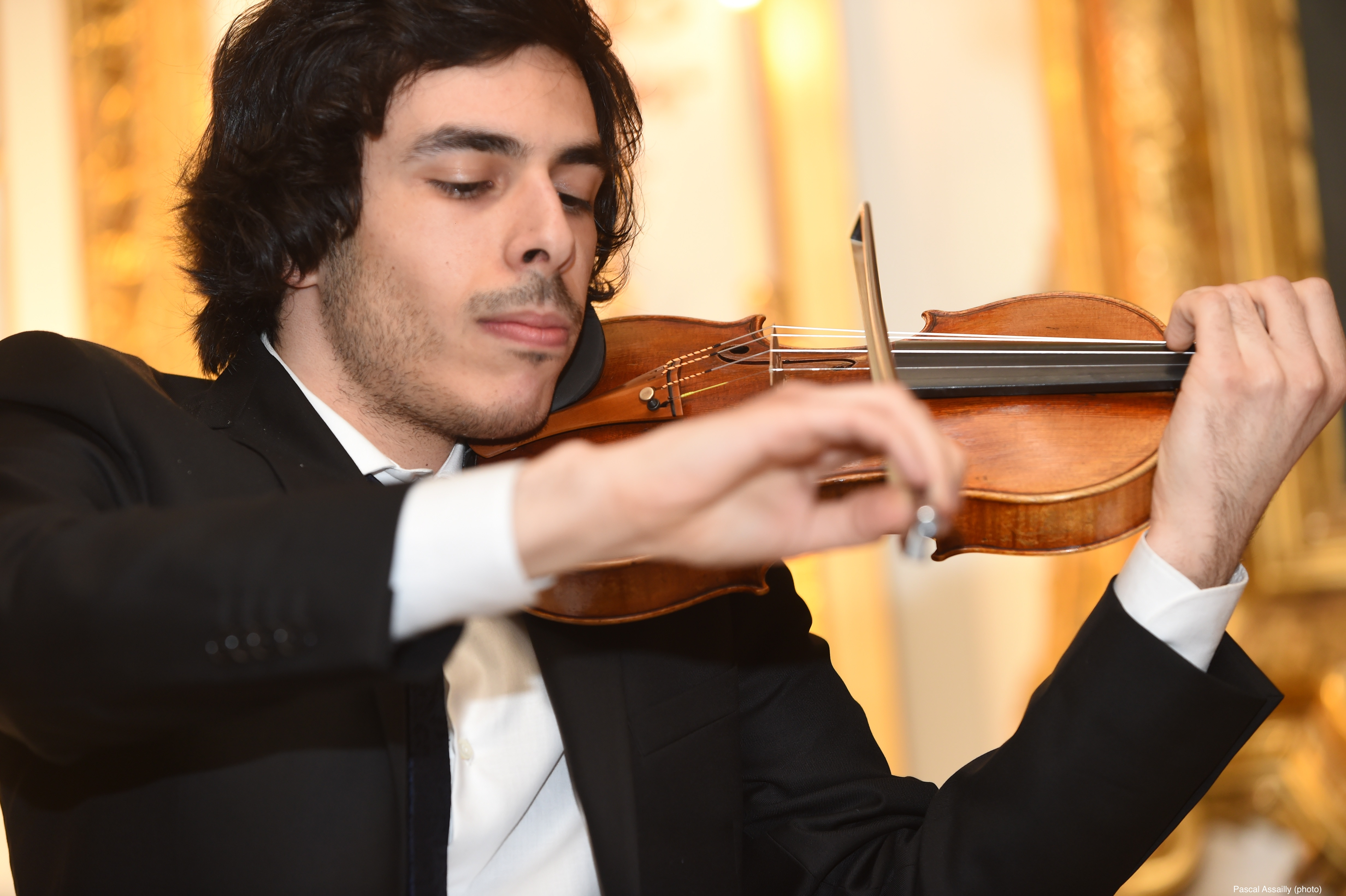
Thomas Lefort, violon, lauréat 2012

- Liste des concours internationaux de musique classique